# Wiener AC
Wiener Athletiksport Club este un club sportiv din Viena cunoscut și sub numele de Wiener AC sau W.A.C.. Este recunoscut pentru echipa sa de hochei, care a fost înființată în anul 1900 și pentru echipa de fotbal care a cucerit Bundesliga austriacă în 1915. 
În 1931 Wiener AC evoluează cu succes în Cupa Mitropa, ajungând să joace finala cu concitadina First Vienna FC 1894. Wiener AC pierde ambele manșe cu scorul general de 3-5 (2-3 în tur,1-2 în retur).

## Palmares
- 3 Cupa Tagblatt  1901, 1902, 1903
- Campionatul Austriei  1914-1915
- 3 Cupa Austriei  1930-1931, 1937-1938, 1958-1959
- Liga secundă 1955-1956
- Cupa Challenge 1901, 1903, 1904
- Finalistă în Ediția a V-a a Cupei Miropa 1931
- Finalistă în Cupa Austriei 1927-1928, 1931-1932, 1934-1935